# Carsten Ball
Carsten Ball (* 20. června 1987, Newport Beach, Kalifornie, Spojené státy americké) je současný australský profesionální tenista.
Ve své dosavadní kariéře zatím na okruhu ATP World Tour nevyhrál žádný turnaj.

## Finálové účasti na turnajích ATP World Tour (1)

### Dvouhra - prohry (1)
| Legenda                                                       |
| ATP International Series Gold / ATP World Tour 500 Series (0) |
| ATP International Series / ATP World Tour 250 Series (1)      |

| Č. | Datum         | Turnaj           | Povrch | Vítěz       | Výsledek      |
| 1. | 2. srpen 2009 | Los Angeles, USA | tvrdý  | Sam Querrey | 6-4, 3-6, 6-1 |

## Davisův pohár
Carsten Ball se zúčastnil 2 zápasů v Davisově poháru  za tým Austrálie s bilancí 1-0 ve dvouhře a 2-0 ve čtyřhře.

## Postavení na žebříčku ATP na konci sezóny

### Dvouhra
| Rok    | 2005  | 2006   | 2007   | 2008   | 2009   |
| Pořadí | 1331. | ▲ 951. | ▲ 376. | ▲ 203. | ▲ 134. |

### Čtyřhra
| Rok    | 2005 | 2006   | 2007   | 2008   | 2009  |
| Pořadí | 684. | ▲ 221. | ▼ 226. | ▲ 106. | ▲ 61. |